# .ga
.ga — национальный домен верхнего уровня для Габона.
С 3 сентября 2013 года домены .ga стали доступны для бесплатной регистрации. Для бесплатной регистрации доступны не все имена, ограничения касаются коротких или некоторых словарных слов. Бесплатной является не только регистрация, но и продление домена. Данное событие совпало с «годом Интернета» в Габоне.
С 7 июня 2023 года прекращена бесплатная регистрация. Габон разорвал контракт с Freenom, причина этого решения не сообщается. Однако, согласно некоторым источникам, причиной мог стать высокий уровень спам-активности и другие противоправные действия, связанные с именами в доменной зоне .ga, что нанесло большой репутационный урон Габону.